# Gerhard Hilbrecht
Gerhard Hilbrecht  (* 2. April 1915 in Walkowice, Provinz Posen; † 1. November 1996 Prien am Chiemsee) war ein deutscher Leichtathlet.

## Biografie
Gerhard Hilbrecht trat bei den Olympischen Spielen 1936 in Berlin im Diskuswurf an, schaffte allerdings nicht die Qualifikation für das Finale.
Bei den Universitätsspielen, dem Vorgänger der heutigen Universiade, konnte Hilbrecht 1935 die Silbermedaille im Diskuswurf gewinnen. Zwei Jahre später reichte es für Gold im Diskus und Silber im Fünfkampf. Bei den Deutschen Meisterschaften konnte er 3 × Gold, 4 × Silber und 2 × Bronze gewinnen.

### Deutsche Meisterschaften

#### Diskuswurf
- 1943 in Berlin für den DT Görlitz gestartet
- 1946 in Frankfurt/Main für den TSV Simbach gestartet
- 1949 in Hamburg für den TSV 1860 München gestartet.

### Auszeichnung
- 1951 wurde er mit dem Silbernen Lorbeerblatt ausgezeichnet.

Während seiner aktiven Zeit beim TSV Simbach gehörte er auch dem Männer-Team der dortigen Handballabteilung an.
Hilbrecht arbeitete später als Lehrer an der Deutschen Schule Athen. Seine Tochter Julia wurde eine erfolgreiche Hochspringerin.